# Krabbe (Familienname)
Krabbe ist der Familienname folgender Personen:
- Alfred Krabbe (* 1956), deutscher Astrophysiker
- Anja Krabbe (* 1970), deutsche Musikerin
- Barbara Krabbe (* 1953), deutsche Schauspielerin
- Christopher Krabbe (1833–1913), dänischer Politiker
- Friederike Krabbe (* 1950), mutmaßliches Mitglied der Rote Armee Fraktion

- Friedrich Krabbe (Politiker, 1887) (1887–1963), deutscher Politiker (Zentrum) und Landrat
- Friedrich Krabbe (Politiker, 1915) (1915–1981), deutscher Politiker (Zentrum), MdL Nordrhein-Westfalen
- Günter Krabbe (1931–2023), deutscher Journalist
- Hanna Krabbe (* 1945), Terroristin der Rote Armee Fraktion; Schwester von Friederike Krabbe
- Harald Krabbe (1831–1917), dänischer Parasitologe
- Heinrich Gustav Krabbe (1855–1895), deutscher Botaniker
- Hugo Krabbe (1857–1936), niederländischer Politikwissenschaftler
- Ingeborg Krabbe (1931–2017), deutsche Schauspielerin
- Johannes Krabbe (Kartograf) (1553–1616), deutscher Kartograf, Geometer, Astronom und Instrumentenbauer
- Johannes Krabbe (Pastor) (1839–1901), deutscher Geistlicher und Autor
- Kaspar Franz Krabbe (1794–1866), deutscher katholischer Geistlicher, Schulrat und Politiker
- Katrin Krabbe (* 1969), deutsche Sprinterin
- Knud Krabbe (1885–1961), dänischer Neurologe
- Michael Krabbe (* 1981), deutscher Schauspieler
- Niels Krabbe (* 1951), dänischer Vogelkundler
- Otto Krabbe (1805–1873), deutscher evangelisch-lutherischer Theologe, Hochschullehrer, Rektor der Universität Rostock
- Wilhelm Krabbe (1882–1961), deutscher Germanist, Musikwissenschaftler und Bibliothekar
- Wolfgang R. Krabbe (1942–2022), deutscher Historiker

Krabben ist der Familienname einer Koblenzer Buchdruckerdynastie
- Buchdruckerei Krabben, Koblenz 1716–1944

Siehe auch:
- Krabbé